# Caudalejeunea fruticosa
Caudalejeunea fruticosa là một loài Rêu trong họ Lejeuneaceae. Loài này được (Lindenb. & Gottsche) Stephani mô tả khoa học đầu tiên năm 1912.